# Hyacinth Holland
Hyacinth Holland (16. srpna 1827, Mnichov – 16. ledna 1918, Mnichov) byl německý historik umění a literatury.

## Životopis
Byl synem právníka Christopha Hollanda a jeho manželky Karoline Seelové. V roce 1846 složil maturity na Wilhelmově gymnáziu v Mnichově. Na univerzitě ve svém rodném městě začal studovat teologii, ale později přešel k právu a medicíně. Studium umění a literaturu absolvoval v roce 1853 na univerzitě ve Würzburgu.
Roku 1853 debutoval úspěšně jako spisovatel – vydal první svazek Geschichte der deutschen Literatur. Působil na volné noze jako přispěvatel do různých novin a časopisů. Byl aktivní i jako pedagog – sloužil jako soukromý učitel v domácnosti hraběte Arco-Valley. Roku 1865 si vzal v Mnichově vychovatelku Marii Schmittovou (1826–1905). Potkal ji na Ascher’schen Erziehungsinstitut, kde pak až do roku 1911 zastával učitelské místo.
Byl v těsném kontaktu s králem Ludvíkem II. Byl nápomocný jako konzultant pro tematické vybavení Neuschwansteinu, Linderhofu a Herrenchiemsee. Osobní znalosti a obrovské množství shromážděného materiálu z něj učinilo jednoho z nejplodnějších bavorských pisatelů nekrologů a autora životopisů. Speciálně pro Allgemeine Deutsche Biographie a Biographische Jahrbuch napsal řadu článků o bavorských umělcích 19. století, kteří by bez něj zcela upadli v zapomnění.
Jeho strýc Benedict von Holland (bratr otce), kněz a pedagog, byl vedoucí královského reformního Hollandea v Mnichově.

## Dílo
- Minnelieder. Ein Pfingstgruß. Wolf, Mnichov 1855
- Geschichte der Münchener Frauenkirche, 1859, Digitalizovaná verze
- Kaiser Ludwig der Bayer und sein Stift zu Ettal. Rohsold, Mnichov 1860, Digitalizovaná verze
- Die Entwicklung des deutschen Theaters und des Ammergauer Passionsspiel. Eine literatur-historische Studie. Fleischmann, Mnichov 1861, Digitalizovaná verze
- Geschichte der altdeutschen Dichtkunst in Bayern, Pustet, Regensburg, 1862, Digitalizovaná verze
- Moritz von Schwind. Sein Leben und seine Werke. Aus des Künstlers eigenen Briefen und den Erinnerungen seiner Freunde zusammengestellt. Neff, Mnichov 1873
- Theodor Horschelt. Ein Künstlerleben und -schaffen Buchner, Bamberg 1890, Digitalizovaná verze
- Ludwig Richter Allgemeine Vereinigung für Christliche Kunst, Mnichov 1910.
- Lebenserinnerungen eines 90jährigen Altmünchners. Parcus-Verlag, Mnichov 1921 (autobiografie)